# 気分を出してもう一度 (映画)
『気分を出してもう一度』（きぶんをだしてもういちど、仏: Voulez-vous danser avec moi ?、英: Come Dance with Me）は1959年のフランス、イタリアの映画。小説「The Blonde Died Dancing」に基づき、ミシェル・ボワロンが監督、ブリジット・バルドーが主演を務めた。
本作は、フランスで3,196,005人の観客動員を記録した。

## キャスト

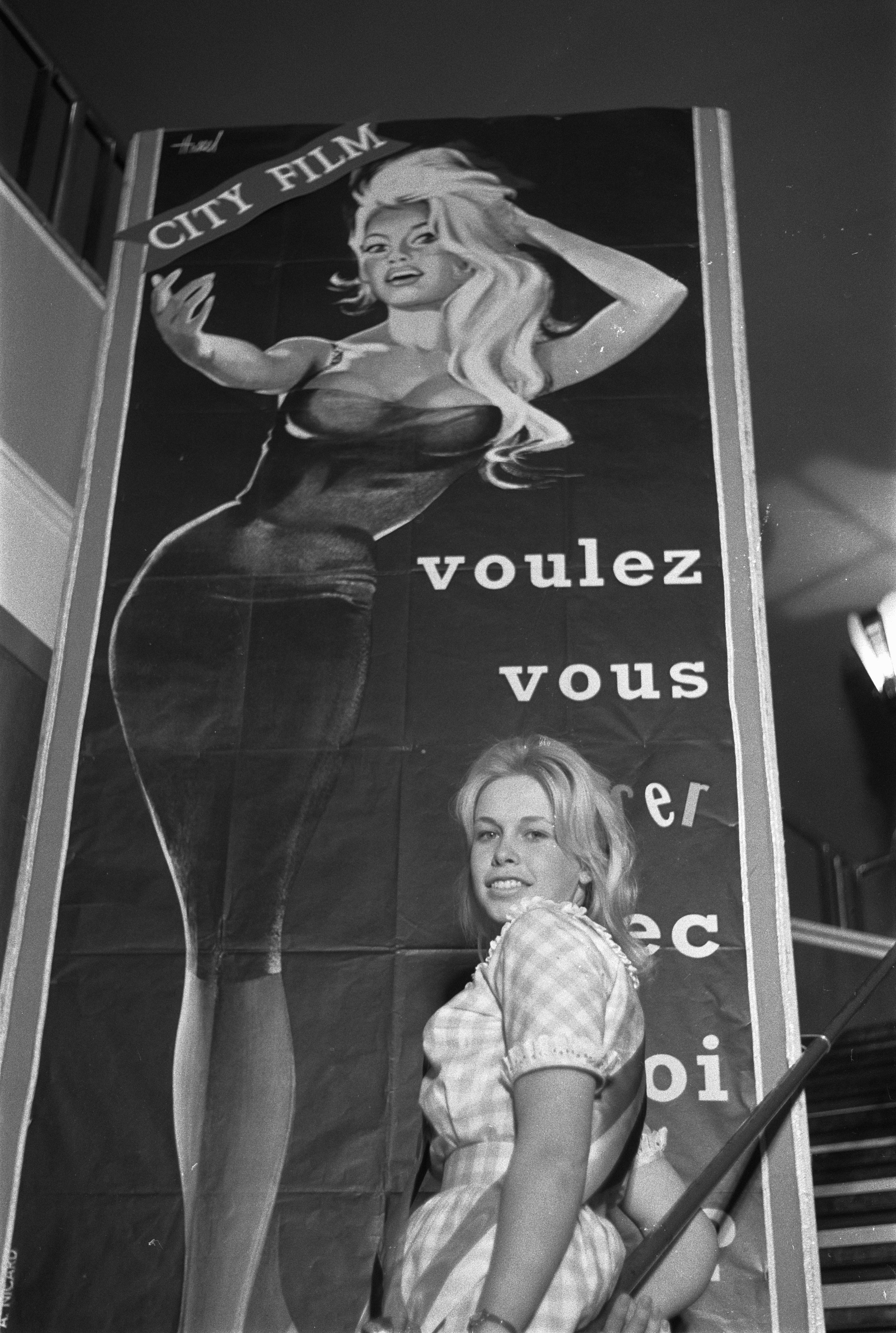
ブリジッド・バルドーとポスター

| 役名       | 俳優                     | 日本語吹替                                     |
| 役名       | 俳優                     | TBS版                                          |
| ---------- | ------------------------ | ---------------------------------------------- |
| ビルジニイ | ブリジッド・バルドー     | 増山江威子                                     |
| エリベ     | アンリ・ヴィダル         | 堀勝之祐                                       |
| 父親       | ノエール・ロワベール     | 伊藤惣一                                       |
| フロレス   | ダリオ・モレノ           | 滝口順平                                       |
| 警部       | ポール・フランクール     | 寺島幹夫                                       |
| ジョセフ   | フランソワ・ショメット   | 嶋俊介                                         |
| ダニエル   | フィリップ・ニコ―        | 青野武                                         |
| アニタ     | ドーン・アダムズ         | 北浜晴子                                       |
| デジー     | マリア・バコム           | 沢田敏子                                       |
| レオン     | セルジュ・ゲンスブール   | 西川幾雄                                       |
| ジェラール | ジョルジュ・デクリエール | 池水通洋                                       |
| クレマンス | マクドレーヌ・ベリュベー | 赤木葉子                                       |
| 刑事       |                          | 石森達幸                                       |
| 警官       |                          | 仲木隆司                                       |
| エレーヌ   |                          | 丸山裕子                                       |
|            |                          |                                                |
| 演出       | 演出                     | 浜崎暎一                                       |
| 翻訳       | 翻訳                     | 榎あきら                                       |
| 効果       | 効果                     | 南部満治                                       |
| 調整       | 調整                     | 桑原邦男                                       |
| 制作       | 制作                     | オムニバスプロモーション                       |
| 解説       | 解説                     | 荻昌弘                                         |
| 初回放送   | 初回放送                 | 1971年4月12日 『月曜ロードショー』 21:00-23:00 |

## スタッフ
- 監督：ミシェル・ボワロン
- 製作：フランシス・コーヌ
- 原作：ケリー・ルーズ（フランス語版）
- 脚本：ミシェル・ボワロン、アネット・ヴェドマント（英語版）
- 撮影：ロベール・ルフェーヴル
- 編集：クロディーヌ・ブーシェ（フランス語版）
- 音楽：アンリ・クロラ（英語版）、アンドレ・オディール（英語版）